# 이와시타 준
이와시타 준(일본어: 岩下 潤, 1973년 4월 8일 ~ )는 일본의 전 축구 선수이다.

## 구단 경력
1992년 J1리그의 시미즈 에스펄스에 입단했다. 1992년과 1993년 2번의 J리그컵 준우승을 차지했다. 1996년 재팬 풋볼 리그의 비셀 고베로 이적했다. 1996년 재팬 풋볼 리그 준우승으로 J1리그로 승격했다. 1999년부터 2001년까지 일본 풋볼 리그의 잣코 TT에서 뛰었다. 2001년후 현역 은퇴.